# عایشه، اتیوپی
عایشه (به لاتین: Aysha) یک شهرک در اتیوپی است که در منطقه سومالی واقع شده‌است. عایشه ۱٬۳۲۱ نفر جمعیت دارد و ۷۳۰ متر بالاتر از سطح دریا واقع شده‌است.